# Козаревец (Великотырновская область)
Козаревец (болг. Козаревец) — село в Болгарии. Находится в Великотырновской области, входит в общину Лясковец. Население составляет 878 человек (2022).

## Политическая ситуация
В местном кметстве Козаревец, в состав которого входит Козаревец, должность кмета (старосты) исполняет Парашкев Стоянов Парашкевов (независимый) по результатам выборов правления кметства.
Кмет (мэр) общины Лясковец — Ивелина Хараламбиева Гецова (коалиция в составе 4 партий: Граждане за европейское развитие Болгарии (ГЕРБ), Демократы за сильную Болгарию (ДСБ), Земледельческий народный союз (ЗНС), Союз свободной демократии (ССД)) по результатам выборов в правление общины.